# Viksjön, Östergötland
Viksjön är resterna av en sjö i Norrköpings kommun i Östergötland och ingår i Kilaån-Motala ströms kustområde. Sjön har en area på 0,0669 kvadratkilometer och ligger 68,7 meter över havet. Den är omgiven av stora mader, som tidigare utgjorde sjön, som tidigare även skrevs Wiken.

## Delavrinningsområde
Viksjön ingår i det delavrinningsområde (650599-153288) som SMHI kallar för Mynnar i havet. Medelhöjden är 76 meter över havet och ytan är 23,78 kvadratkilometer. Det finns ett avrinningsområde uppströms, och räknas det in blir den ackumulerade arean 32,04 kvadratkilometer. Avrinningsområdets utflöde Svintunaån mynnar i havet. Avrinningsområdet består mestadels av skog (64 procent) och jordbruk (13 procent). Avrinningsområdet har 0,6 kvadratkilometer vattenytor vilket ger det en sjöprocent på 2,5 procent. Bebyggelsen i området täcker en yta av 3,05 kvadratkilometer eller 13 procent av avrinningsområdet.